# Contracorriente
Contracorriente je koprodukční hraný film z roku 2006, který režíroval Javier Fuentes-León podle vlastního scénáře.

## Děj
Miguel je rybář v malé vesnici na břehu moře. Se svou ženou Marielou právě čeká dítě. Nikdo však netuší, že má vztah s místním malířem Santiagem. Santiago najednou zmizí a když se znovu objeví, Miguel zjistí, že Santiago se utopil v moři. Santiagův duch se zjevuje jen Miguelovi a nikdo jiný jej nevidí. Miguel musí najít Santiagovo tělo a pohřbít ho rituálně do moře, aby jeho duše našla konečný klid.

## Obsazení
| Cristian Mercado        | Miguel       |
| Manolo Cardona          | Santiago     |
| Tatiana Astengo         | Mariela      |
| Julio Humberto Cavero   | otec Juan    |
| José Chacaltana         | Héctor       |
| María Edelmira Palomino | Flor         |
| Haydeé Cáceres          | Trinidad     |
| Emilram Cossío          | Pato         |
| Cindy Díaz              | Isaura       |
| Juan Pablo Olivos       | Tano         |
| Christian Fernández     | Jacinto      |
| Mónica Rossi            | Ana          |
| Attilia Boschetti       | paní La Rosa |
| Germán González         | Dr. Fernánde |
| Liliana Alegría         | Carlata      |